# 匿名
匿名，是一種不具名或使用化名的行為，相對於具真實身份的行為。匿名目的是不想表露自己身份，或者因為多種原因身份/特徵不明。

## 匿名行為例子
- 筆名投稿
- 不具名選舉投票
- 上網玩樂
- 討論政治正確有問題的話題
- 舉報貪官等罪惡
- 惡搞
- 化名逃避警方
- 开设过多账户发表观点制造假象
- 醫師在學術期刊或學術會議發表病例，將病患予以匿名。
- 律師等從業人員基於守秘義務，而將當事人等相關人士匿名。
- HIV/AIDS匿名篩檢
- 記者報導新聞時，基於保護消息來源，將消息提供者予以匿名

## 观点
匿名给人的一种感觉是因为需要隐瞒某些东西，因而给人一种负面的观感。但是在交流中，匿名也是一种非常有用的机制。人们通过匿名可以肆无忌惮的发表看法，对各种主张或者想象就行探索和实践，同时可以避免社会的非议，减轻负面影响所带来的后果。然而匿名也会造成可信度的危机。
埃瑟·戴森在《2.0版：数字化时代的生活设计》中分析了匿名的各种理由，例如匿名可以保持私密性；有助于发出各种指责或警告，而又不会被人发现与自己有关联；或者提出一些愚蠢的问题，而又不会暴露自己的无知，匿名也可以用在不公正的体制中，以激发人们的改革意识。
网上的专栏作家大卫·希维尔指出匿名可以让人得到充分表达的自由。英国作家福斯特认为报纸的不署名社论“有一種放諸四海皆準的意味。似乎是绝对的真理，宇宙的集体智慧在讲话，而不是一个人用微弱的声音在发言”。
《经济学家》杂志一个特别的地方就是采用匿名写作。他们认为“写什么比谁写得更重要。”曾担任杂志主编的杰弗里·克劳瑟说，匿名“使编辑成为比自己更大的事业的仆人而不是主人...它令杂志拥有震撼人心的思想和原则。”
但是亚瑟·叔本华则认为匿名是所有文学和媒体丑行的避难所，当一个人通过报纸发表公开声明，他的荣誉与其言论相互印证。他认为这将杜绝大部分的恶毒言语。而从心理学上来说，这会产生去个性化现象，社会规范会随个人身份的隐匿而消失 。

### 互联网上的匿名
在互联网上，匿名是互联网独特的一种特性。1993年《纽约客》杂志上彼得·斯坦纳的一幅漫画被网民们所信奉。这幅漫画的标题是“在网上，没有人知道你是一条狗”。
虽然在网络上匿名给予了人们更大的自由（阅读与发布信息的自由），但是其代价则是丧失了信息来源的确定性，而且也会引发许多不良的和违法的行为。例如网络色情、诽谤性的言论，欺诈行为，侵犯版权等等。

### 著作权上的匿名
著作权规定了作者有署名的权利。但是也有作者由于各种原因匿名发表作品，这仍然受到著作权的保护。

### 政治上的匿名
在多數政治性的投票中，為了維持投票公平性，有著「無記名」的一項原則。在此原則下，人人都必須匿名投票；通常違反此原則是犯法的。如亮票行為。

## 参看
- 马甲 (网络名词)
- 德尔菲法
- 匿名者
- 保密協議
- 隱私

## 外部連結
- Fake Name Generator 匿名身分產生器（页面存档备份，存于）